# Coelichneumon erythromerus
Coelichneumon erythromerus là một loài tò vò trong họ Ichneumonidae.